# Fernando Albermager
Fernando Albermager, vollständiger Name Fernando Adrián Albermager Ocampo, (* 19. Januar 1979 in Montevideo) ist ein uruguayischer Fußballspieler.

## Verein
Der 1,75 Meter große Defensivakteur Albermager stand zu Beginn seiner Karriere von 1999 bis 2000 im Kader des Erstligisten Club Atlético Peñarol. Sodann wechselte er zu Plaza Colonia und spielte dort von 2001 bis 2002. 2002 erreichte er mit der Mannschaft des Erstligaaufsteigers an der Seite von Spielern wie Diego Lugano, Germán Domínguez und Mario Leguizamón die Liguilla. In der Apertura 2003 absolvierte er 14 Spiele für Sud América in der Segunda División und lief auch in der Clausura jenes Jahres dort auf. 2004 ist eine Station beim Zweitligisten Salto FC verzeichnet. Dort erzielte er einen Saisontreffer am 22. Mai 2004 beim 2:2 gegen Racing. Anschließend war er von 2005 bis 2006 beim Club Atlético Basáñez aktiv.

## Nationalmannschaft
Albermager gehörte der uruguayischen U-20-Auswahl bei der U-20-Südamerikameisterschaft 1999 in Argentinien an. Uruguay schloss das Turnier als Vize-Südamerikameister ab. Auch nahm er mit der Celeste an der Junioren-Weltmeisterschaft 1999 in Nigeria teil. Im Verlaufe des WM-Turniers wurde er sechsmal eingesetzt und erreichte mit dem Team den vierten Platz.

## Erfolge
- Vize-U-20-Südamerikameister 1999